# Rycroft-Maler

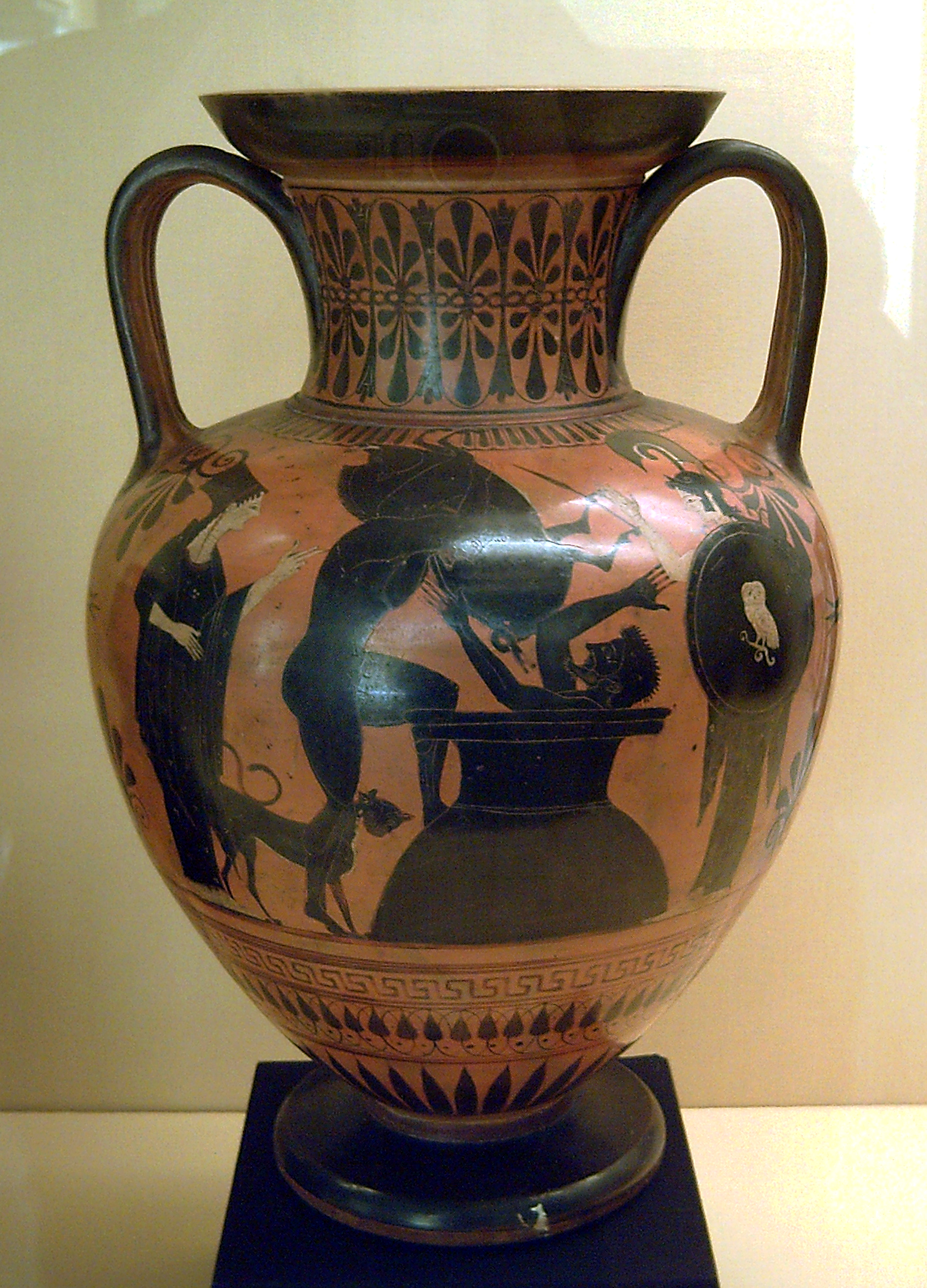
Herakles mit dem Erymanthischen Eber auf einer zwischen 515 und 500 v. Chr. datierten Halsamphora; Museo Arqueológico Nacional de España

Der Rycroft-Maler war ein Vasenmaler aus Attika im antiken Griechenland. Seine ins letzte Jahrzehnt des 6. Jahrhunderts v. Chr. datierten Werke im schwarzfigurigen Stil fallen in die Spätzeit dieser Stilepoche.
Der Rycroft-Maler steht der zeitgleich im Aufschwung befindlichen rotfigurigen Vasenmalerei schon sehr nahe. Häufig zeigt er Figuren in Umrisszeichnung. Besonders gern zeigt er dionysische Szenen, doch sind seine besten Bilder die, die Themen voller Haltung und Würde darstellen. Diese präsentiert er meist auf Bauchamphoren des Typus A. Er steht dem Priamos-Maler und Psiax nahe, doch müssen sich seine Bilder nicht hinter denen der rotfigurigen Maler der Pioniergruppe verstecken. Der Rycroft-Maler ist somit einer der besten Vasenmaler seines Stils und seiner Zeit. Ein stilistisch enger Zeitgenosse war der Maler von Tarquinia RC 6847.